# Джесси Сэйнт
Джесси Сэйнт (англ. Jessie Saint; род. 7 марта 2000, Лас-Вегас, Невада) — американская порноактриса и эротическая фотомодель.

## Биография
В октябре 2020 года была выбрана «Вишенкой месяца» Cherry Pimps.
В 2021 году получила номинации на премии AVN Awards в категории «Лучшая новая старлетка» и XBIZ Award в категории «Лучшая сцена секса — виртуальная реальность».
На сегодняшний день снялась в более чем 146 сценах.

## Награды и номинации
| Год  | Награда    | Результат | Категория                                   | Фильм             |
| ---- | ---------- | --------- | ------------------------------------------- | ----------------- |
| 2021 | AVN Award  | Номинация | Лучшая новая старлетка                      | н/д               |
| 2021 | AVN Award  | Номинация | Fan Award: Hottest Newcomer                 | н/д               |
| 2021 | XBIZ Award | Номинация | Лучшая сцена секса — виртуальная реальность | Little Cummer Toy |